# Rhynchocyclus brevirostris
Rhynchocyclus brevirostris là một loài chim trong họ Tyrannidae.